# 이스라엘의 맥주

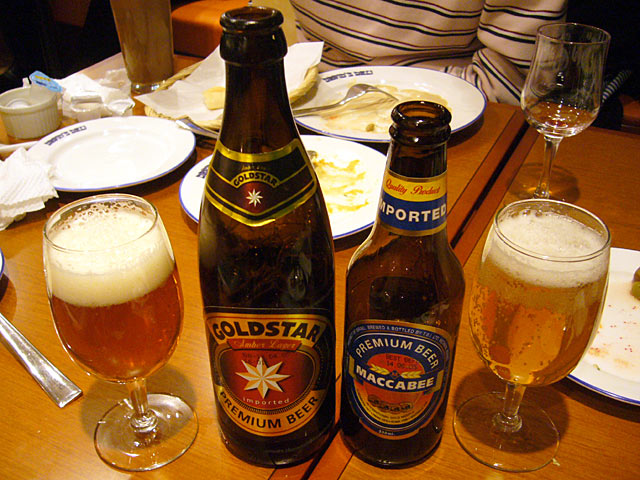
Tempo Beer Industries Ltd. 가 생산하는 이스라엘 상업용 맥주 "Goldstar" 및 "Maccabee"(수출용 영어 병 라벨 포함)

이스라엘의 맥주는 주로 템포 맥주 산업과 이스라엘 맥주 양조장에서 생산된다. 지난 10년 동안 수많은 소규모 양조장들이 전국에 자리를 잡았다. 이스라엘에서는 매년 맥주 축제가 열리는데, 그 중 가장 큰 축제 중 하나가 예루살렘에서 열린다.

## 역사
페니키아인, 그리스인, 로마인과 마찬가지로 고대 이스라엘 사람들은 맥주보다 와인에 훨씬 더 끌렸다. 기원전 6세기에 유대인들이 바빌로니아로 망명한 후, 그들은 맥주를 받아들이기 시작했고 몇몇 랍비들은 확립된 양조자가 되었다. 바빌로니아의 유명한 유대인 양조자 두 명은 라브 치스다와 그의 제자 라브 파파로, 둘 다 서기 4세기 동안 수라 근처에 살았다.
1934년부터 1935년까지 제임스 아망 드 로스차일드는 팔레스타인에 거주하는 영국인들의 맥주 수요를 파악하고 가스통 드레퓌스와 협력하여 리손 르시옹에 최초의 지역 상업 양조장을 설립했다. 1940년 팔레스타인 양조장() 또는 네셔 양조장()은 팔레스타인에 주둔하고 있는 오스트레일리아 군대에 맥주를 공급하기 위해 AACI에 의해 위탁되었다. 1942년까지 양조장은 군사 및 민간 소비자의 증가하는 수요를 충족시키기 위해 공장을 확장해야했다.
당시 중동에서 가장 큰 양조장이었던 국립 양조장의 건설은 1952년 4월 루이 헤르츠버그가 이끄는 투자자 그룹에 의해 설립된 네타냐 시에서 시작되었다. 1953년 5월에 완공된 국립 양조장은 연간 40만 배럴의 생산 능력을 가지고 있었다. 1954년에는 아비르 브랜드의 맥주 18만 병을 미국에 수입하는 사상 최대 규모의 단일 수입 맥주를 출하했다. 1973년 팔레스타인 맥주와 갈릴리 맥주가 합병되면서 이스라엘 맥주 시장의 90%를 장악하게 되었다. 이 회사는 1976년 캐나다의 토지 개발업자 머레이 골드만이 8백만 달러에 인수했다. 1980년, 이집트에서 이스라엘 제품에 대한 보이콧에도 불구하고 네타냐의 국립 양조장이라는 상표가 붙은 캔맥주가 이집트에서 판매되고 있었다. OK.K. 맥주라고 불리는 이 맥주는 하이네켄과 투보르그보다 더 성공적이었고 보수적인 종교 지도자들이 이집트에서 알코올 음료 판매를 금지하는 캠페인을 벌였을 때에도 카이로와 다른 지역의 최고 술집에서 소비되었다. 1983년 앤하이저부시 인터내셔널과 이스라엘 최초의 미국 맥주 생산을 위한 라이선스 계약을 체결한 후, 국립 양조장은 1984년 버드와이저를 생산하기 시작했다
National Brewery는 1985년 Tempo Beer Industries 에 인수되었다.

## 양조장
1950년대부터 이스라엘 맥주 산업은 한 번에 두 개 이상의 회사에 의해 지배되어 왔다. 1990년대에 이스라엘 맥주 양조장이 설립되면서 템포 맥주 산업과 함께 이스라엘 맥주 시장의 70%를 점유하고 있다. 템포는 골드스타와 마카비 브랜드를 생산하고, 이스라엘 맥주는 칼스버그와 투보그를 생산한다. 게다가, 약 24개의 허가를 받은 상업용 소형 양조장이 그 나라에서 운영되고 있다.
네타냐에 본사를 둔 템포는 이스라엘에서 가장 큰 양조장이다. 1999년에 템포의 골드스타와 맥카비 맥주는 전국 맥주 판매량의 60%를 차지했다. 템포는 하이네켄과 암스텔도 수입한다. 이스라엘 맥주는 1991년부터 1992년까지 칼스버그 그룹과 코카콜라 회사 간의 파트너십을 통해 시장에 진출했다. 1996년에 기네스를 배포하기 시작했다. 이스라엘 맥주 양조장은 아슈켈론에서 맥주를 주제로 한 방문객 센터를 운영하고 있다.

### 크래프트 비어
크래프트 브루잉은 2000년대 들어서며 발전하기 시작했다. 2006년 텔아비브에 문을 연 Dancing Camel Brewery는 이스라엘에서 문을 연 최초의 소형 양조장이다. 2006년 텔아비브에 문을 연 춤추는 낙타 양조장은 이스라엘에서 처음으로 문을 연 소규모 양조장이다. 그 해 말 골란 양조장이 이스라엘 골란 고원 지역에 문을 열었다. 이스라엘 최초의 코셔 소규모 양조장인 젬스 비어 팩토리는 2009년 페타 티콰에 문을 열었다. 2009년 말까지 이스라엘 남부의 데켈과 키랴트 가트에서 시작하여 살리트, 페타 티콰, 텔아비브를 거쳐 하이파, 제스렐 계곡, 라못 나프탈리, 예히암까지 그리고 골란 고원의 카츠린까지 운행하는 마이크로 브루어리가 있었다. 2010년은 새로운 소규모 양조장에 특히 활발한 해였다.

## 맥주

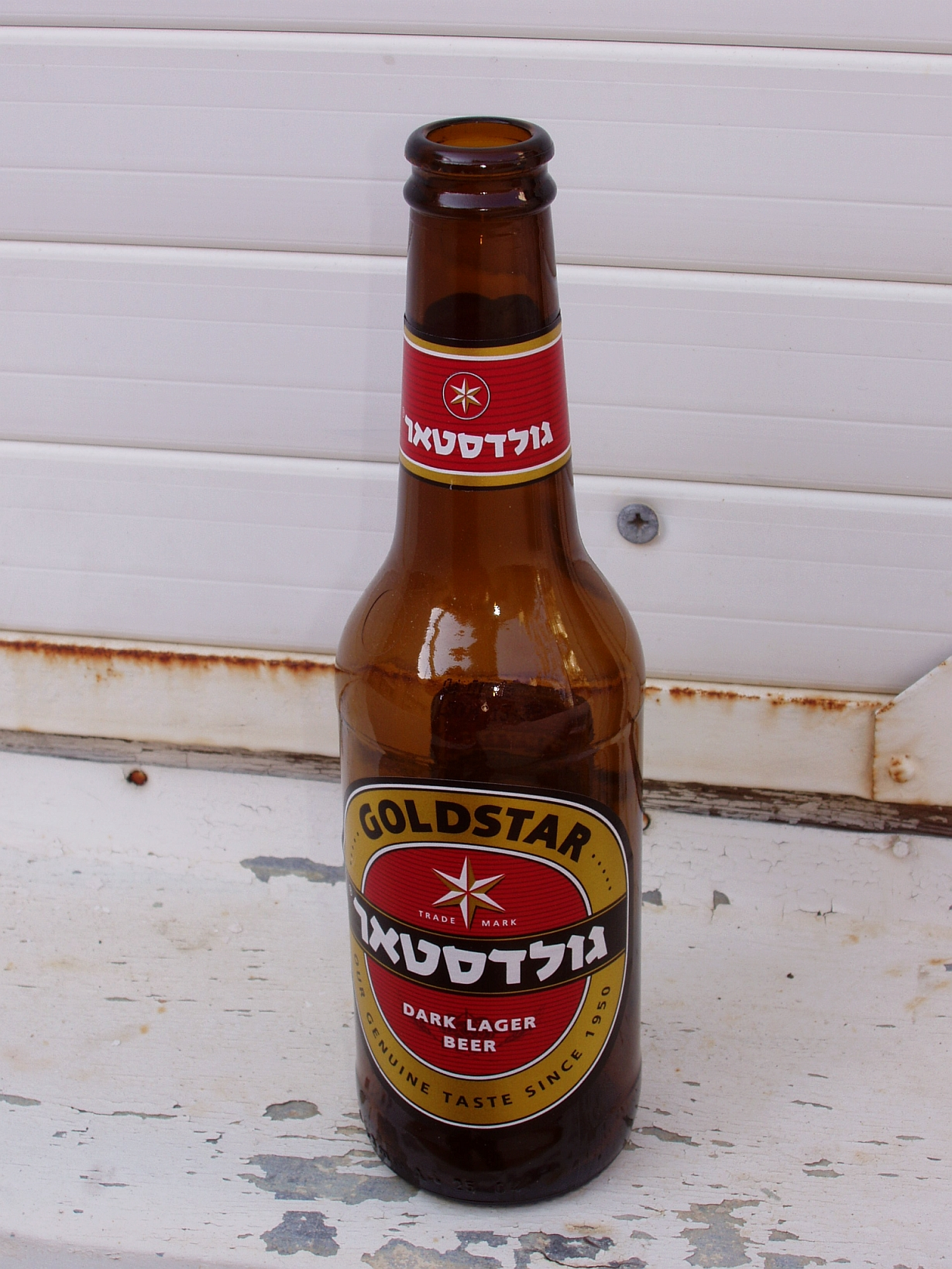
이스라엘 맥주 금성 다크 라거

1930년대에 이스라엘 국가가 되면서 처음으로 등장한 토종 맥주 상표는 네셔였다. 초창기에는 지역에서 선두적인 맥주 브랜드였으며 연간 10,000리터의 양으로 생산되었다. 당시 네셔는 필스너 라거와 몰트 비어 두 종류가 있었다. 네셔 몰트는 히브리어로 비라 셰초라("검은 맥주")로 알려져 있다.
1950년부터 이스라엘에서 양조된 연한 라거인 골드스타는 원래 리손 르시옹의 카비어 양조장에서 생산되었다. 1952년부터 1980년대 중반까지 이스라엘에서 양조된 맥주는 아비르였다. 맥카비는 1968년 양조장 메나헴 베를리너가 발명한 필스너로 1970년대까지 골드스타와 시장점유율 경쟁을 벌였다. 골드스타와 마카비는 1975년에 하나의 파트너십으로 인수되었고 1986년에 템포로 매각되었다. 골드스타는 2007년 몬드 셀렉션에서 금메달을 획득했고, 2011년에는 이스라엘 올해의 제품상을 수상했다.
댄싱 카멜 소규모 양조장에서 생산된 양조장은 이스라엘의 입맛에 맞게 개조되었으며, 데이비드 코헨에 따르면 쓴 맛을 피한다고 한다. 따라서 춤추는 낙타 IPA는 대추야자에서 추출한 시럽인 실란으로 홉의 쓴맛을 상쇄한다. 춤추는 낙타는 또한 유대인의 휴일에서 영감을 받은 계절 맥주를 생산한다: Rosh Hassanah Dancing Camel은 석류 맥주를 출시하고, Sokkoth는 에트로그로 만든 밀 맥주를 출시한다.

## 문화

### 바
이스라엘 최초의 아일랜드 펍은 몰리 블룸(Molly Bloom's)으로 2000년 텔아비브 중심가에 이스라엘 맥주 양조장과 아일랜드 기업가의 파트너십으로 문을 열었다. 2004년까지 텔아비브, 헤르즐리야, 레호봇, 글릴롯에 아일랜드 펍이 생겼다. 2010년 문을 연 텔아비브의 포터 앤 선스는 2012년 기준으로 이스라엘에서 가장 많은 맥주를 보유하고 있다. 이스라엘 최고의 맥주 레스토랑 부문에서 Beers.co.il은 2012년 포터와 선즈를 1위로 선정했다. 2012년 6월, 맥주 바자회라는 이름의 슈하 카르멜 옆에 새로운 바가 문을 열었다. 그들은 80개 이상의 이스라엘 맥주와 10개 이상의 이스라엘 사이다를 제공하고 또한 그들만의 맥주를 가지고 있다.

### 축제
예루살렘 맥주 축제는 이스라엘에서 가장 큰 맥주 축제 중 하나로 2004년부터 매년 여름에 열린다. 축제는 보통 8월 28일부터 29일까지 이틀 동안 열린다. 다른 축제들은 텔아비브, 하이파, 마테 예후다 지역에서 열린다. 와인과 맥주 축제는 매년 비어 셰바에서 열린다. Ashdod 시는 2011년에 첫 번째 맥주 축제를 열었다.

### 이스라엘 맥주 클럽
2002년에 이스라엘 맥주 클럽이 설립된 것은 이스라엘의 맥주 문화를 홍보하기 위해서이며, 특히 소규모 양조업자와 수입업자들이 그들의 제품을 시장에 내놓을 수 있도록 돕는 플랫폼 역할을 하기 위해서이다. 이 클럽은 홈브루잉과 맥주 시음 워크샵을 제공하고 맥주 대회를 조직하는 데 관여한다.

## 경제
1937년, 시리아와 레바논의 이웃 양조장들로부터 지역 양조 산업을 보호하기 위한 노력의 일환으로, 영국의 팔레스타인 고등판무관은 수입 맥주 1리터당 1,000만 달러의 관세를 부과했다.
1990년대 후반 이스라엘에서 맥주 판매량은 총 1억 달러였으며, 그 중 템포가 73%를 차지했다. 맥아 음료 산업은 별도로 천만 달러의 매출을 올렸다. 1992년과 1997년 사이에 시장에서 국제적인 레이블의 점유율은 9%에서 36%로 증가했고, 같은 기간 동안 국내 레이블의 점유율은 91%에서 64%로 감소했다. 이스라엘 맥주 시장의 가치는 2009년에 12억 파운드로 추정되었다. 2010년에는 2005년의 800,000 헥토 리터에서 950,000-1,000,000 헥토 리터로 추정되었다.
강력한 지역 경제와 함께 주류 시장은 일반적으로 이스라엘 내에서 성장하고 있으며 특히 맥주 판매가 증가하고 있다. 템포 맥주 산업과 이스라엘 맥주 양조와 같은 선두적인 맥주 회사들은 2007년에 새로운 맥주 브랜드를 출시했으며, 가장 중요한 소개는 골드스타 라이트, 투보그 T, 사무엘 아담스였다. Goldstar와 Maccabee 는 이스라엘의 전반적인 주요 브랜드다. 이스라엘에서 판매되는 맥주의 75% 이상이 바가 아닌 슈퍼마켓과 같은 판매 외 장소에서 발생한다.
2012년 이스라엘 재무장관은 맥주 구매 세를 리터당 NIS 2.18에서 NIS 4.19로 인상하라는 명령에 서명했다. 이 움직임은 이스라엘의 지역 부티크 양조장에 치명적인 영향을 미칠 것이라고 말한 Shas 정당의 Eli Yishai 에 의해 반대되었다.

## 유대교 식사 계율(카슈루트)
독일 하르트만스도르프 양조장의 루드비히 호라인에 따르면, 재료에 관해서는 코셔 맥주와 비코셔 맥주 사이에 차이가 없다. 일반적으로 관찰적인 유대인들은 코셔 인증 없이 맛이 나지 않은 맥주만 마실 것이다(코셔 인증이 필요한 맛이 나는 맥주에 비해). 그러나 이스라엘 맥주 전문가인 Gad Deviri에 따르면, 코셔 인증은 이스라엘의 많은 관찰력 있는 유대인들을 위한 고려 사항이 아니다. 그러나 첨가물이 없는 무향료 맥주는 코셔 인증이 없어도 허용되지만, 일부 맥주에는 코셔가 아닌 첨가물이 포함될 수 있다. 또한 보리와 같은 곡물로 만든 음료로서 맥주는 유월절에 절대로 코셔(kosher)가 아닌 카메츠로 간주된다는 것이 일반적으로 받아들여진다.

## 참고 문헌
- Davis, Marni (2012). 《Jews and Booze: Becoming American in the Age of Prohibition》. New York: New York University Press. ISBN 978-0-8147-2028-8.
- Snyder, Charles R. (1958). 《Alcohol and the Jews: A Cultural Study of Drinking and Sobriety》. Glencoe, Illinois: Free Press.